# Tia-Clair Toomey
Tia-Clair Toomey   (Gladstone, 22 de juliol de 1993) és una atleta australiana d'halterofília i jocs de CrossFit. Va competir en l'esdeveniment femení de 58 kg (128 lliures) als Jocs de la Commonwealth de la Gold Coast, i va obtenir la medella d'or. Va competir en l'esdeveniment femení de 58 kg (128 lliures) als Jocs Olímpics d'estiu de 2016 i va arribar el 14è lloc. Va ser la guanyadora dels jocs CrossFit 2017, 2018 i 2019, juntament amb Mathew Fraser en la categoria masculina, després de ser subcampiona el 2015 i el 2016. És la primera campiona femenina de CrossFit per tres vegades consecutives.